# Tauron
Pour l’article ayant un titre homophone, voir Thauron.
Le Tauron est un cours d'eau situé en France sur la seule commune de Cros-de-Géorand, dans le département de l'Ardèche en région Auvergne-Rhône-Alpes.

## Géographie
Le Tauron prend sa source sur la commune de Cros-de-Géorand dans l'Ardèche.
Long de 11,2 kilomètres, il se jette dans le Gage également sur Cros-de-Géorand.